# Delegado (Congresso dos Estados Unidos)
Na política dos Estados Unidos, os membros não votantes da Câmara (chamados de delegados ou comissário residente, no caso de Porto Rico) são representantes de seus territórios na Câmara dos Representantes que não possuem o direito de voto nas propostas de legislação da Casa, mas que, ainda assim, têm direito de presença e de participar em algumas outras funções da Casa. Mesmo como membros sem direito a voto, ainda podem votar em comitês da Câmara no qual sejam membros e podem apresentar legislação. 
Existem atualmente seis membros sem direito a voto: um delegado representando o distrito federal americano, o Distrito de Colúmbia; um comissário residente de Porto Rico e um delegado para cada um dos outros quatro territórios permanentemente habitados dos EUA : Samoa Americana, Guam, as Ilhas Marianas do Norte e as Ilhas Virgens dos EUA. Um sétimo delegado, representando a Nação Cherokee, foi formalmente proposto, mas ainda não empossado, enquanto um oitavo, representando a Nação Choctaw, foi nomeado em um tratado, mas não foi proposto e nem empossado. Tal como acontece com os membros votantes, os delegados são eleitos a cada dois anos, enquanto o comissário residente de Porto Rico é eleito a cada quatro anos.

## Direitos e privilégios
Os membros sem direito a voto servem exclusivamente a Câmara dos Representantes; o Senado não tem membros sem direito a voto (com exceção do vice-presidente dos Estados Unidos, que pode votar apenas em caso de empate) e nenhum membro que represente o Distrito de Colúmbia. Todos os delegados têm mandato de dois anos, enquanto os comissários residentes têm mandato de quatro anos. Eles recebem remuneração, benefícios e privilégios postais (o direito de enviar correspondências sem carimbo) semelhantes aos membros plenos da Câmara. Desde 1993, as regras que regem os direitos de um membro não votante mudaram três vezes, e os atuais delegados - junto com o comissário residente - desfrutam de privilégios que não tinham anteriormente.

## Histórico

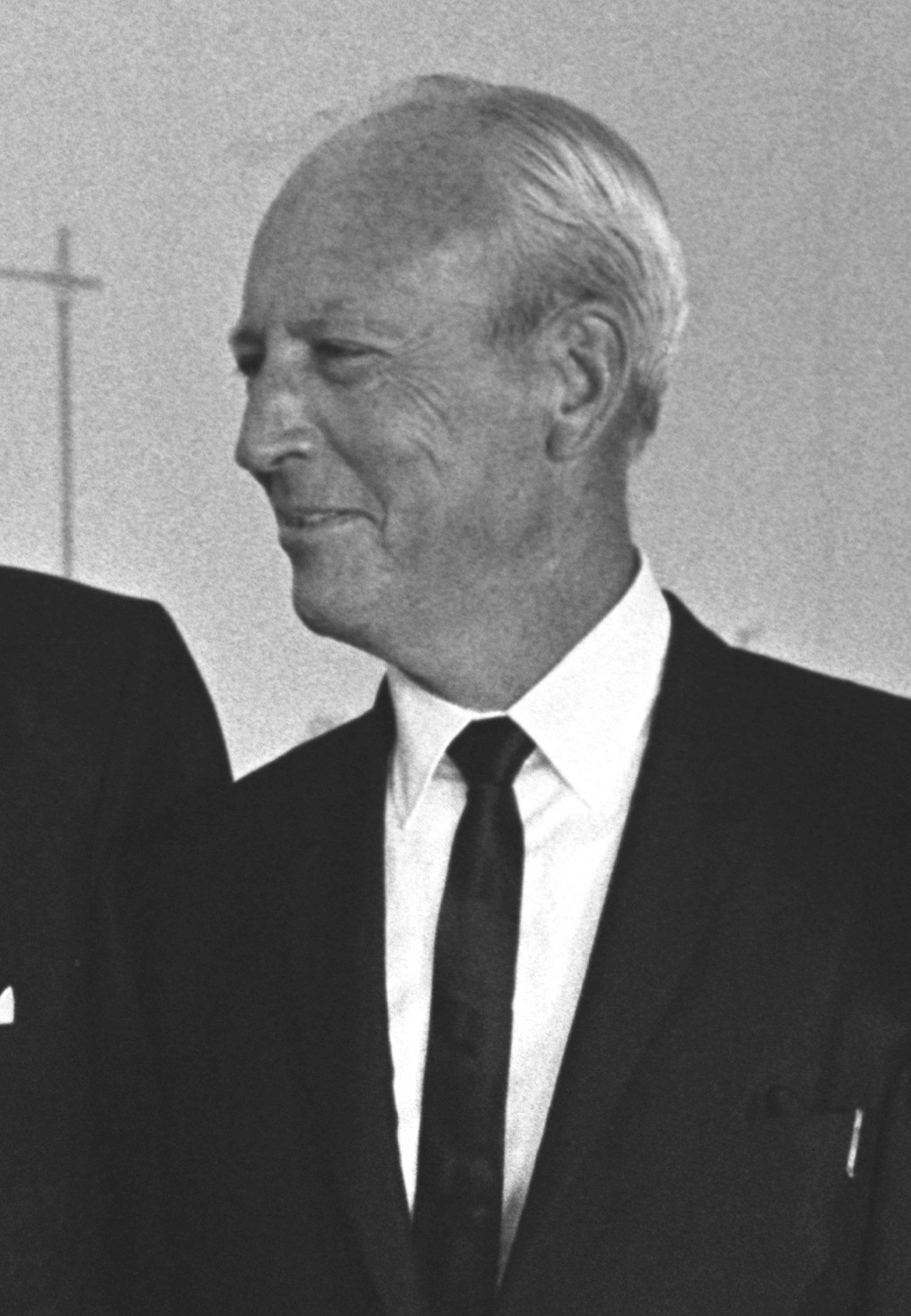
John A. Burns, do Havaí, o último de uma série de delegados a servir continuamente no Congresso

Os delegados territoriais existiam antes da ratificação da Constituição dos Estados Unidos. A Lei do Noroeste de 1787 permitia que o território com "cinco mil habitantes livres do sexo masculino maiores de idade" elegesse um delegado sem direito a voto para o Congresso Continental . Após a ratificação da constituição, o primeiro Congresso dos Estados Unidos promulgou novamente o decreto e estendeu-o para incluir os territórios ao sul do rio Ohio.
Em 1790, o estado da Carolina do Norte - tendo recentemente ratificado a Constituição, tornando-se o 12º estado americano - enviou sua delegação parlamentar à então capital federal na cidade de Nova Iorque. Entre eles estava o ex-governador do estado de Franklin, John Sevier, cujo distrito (o de  distrito de Washington, na Carolina do Norte) compreendia os "condados além dos [montes] Alleghenies" . Ele assumiu o cargo em 16 de junho de 1790; no entanto, o governo da Carolina do Norte cedeu o distrito para o governo federal em 25 de fevereiro de 1790, que foi então organizado como Território do Sudoeste em 7 de agosto de 1790.  Savier permaneceu como deputado até 3 de março de 1791, quando foi nomeado brigadeiro-general da milícia.
Em 3 de setembro de 1794, James White foi eleito pelo Território do Sudoeste, que continha o antigo Distrito de Washington, para ser seu delegado ao Congresso. Uma resolução foi apresentada na Câmara para admiti-lo no Congresso, mas como um delegado não era uma posição declarada na Constituição, a Câmara debateu quais privilégios White teria, se houver. Como a Portaria do Noroeste apenas declarou que um delegado deve sentar-se "no Congresso", o primeiro debate foi em qual câmara um delegado se sentaria. Resoluções de que ele tem assento em ambas as câmaras e que seu direito de debate se limita a questões territoriais foram derrotadas. No final das contas, a Câmara votou para permitir a ele um assento sem direito a voto na Câmara.
Após sua colocação, os representantes debateram se ele deveria prestar o juramento. O representante James Madison declarou: "A definição adequada do Sr. White deve ser encontrada nas Leis e Regras da Constituição. Ele não é membro do Congresso, portanto, e não pode ser instruído a prestar juramento, a menos que escolha fazê-lo voluntariamente."  Como ele não era um membro, ele não foi instruído a fazer o juramento, embora todos os delegados depois dele o tenham feito. Ele também recebeu privilégios de franquia, o que lhe permitiu enviar correspondência oficial gratuitamente e remuneração na mesma proporção que os demais membros.

Em 1802, o Congresso aprovou uma lei que estendia especificamente os privilégios de franquia e o pagamento aos delegados. Uma lei aprovada em 1817 codificou o mandato e os privilégios dos delegados:
Em m todo território dos Estados Unidos em que um governo temporário tenha sido, ou no futuro venha a ser estabelecido ... terá o direito de enviar um delegado ao Congresso, tal delegado será eleito a cada dois anos, para o mesmo mandato de dois anos para os quais os membros da Câmara dos Representantes dos Estados Unidos são eleitos; e nessa casa cada um dos referidos delegados terá um assento com direito de debate, mas não de voto.
Daí em diante, até agosto de 1959, não houve um único congresso sem delegados. Durante o período de 1870 a 1891, havia até dez servindo ao mesmo tempo. Com a admissão do Havaí e com o envio de um comissário residente por Porto Rico, o escritório foi temporariamente encerrado.

## Comissário residente

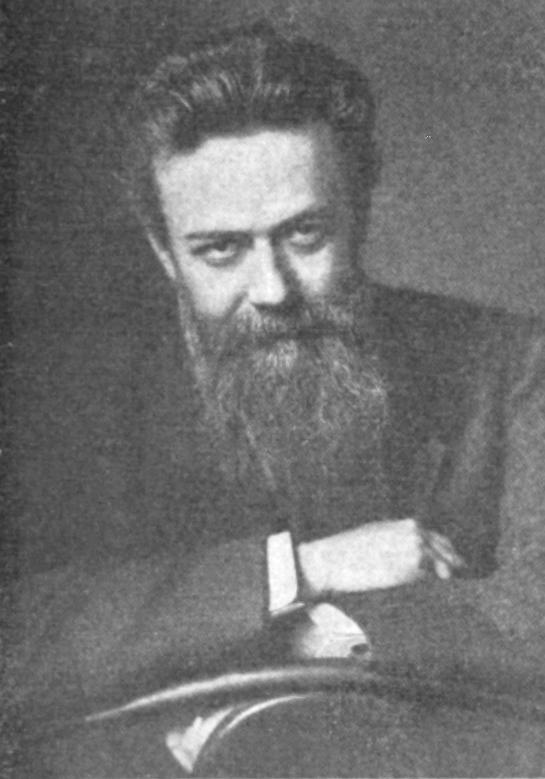
Federico Degetau y González de Porto Rico, o primeiro comissário residente no Congresso dos Estados Unidos

Semelhante aos delegados são os comissários residentes, que representavam as grandes áreas adquiridas durante a Guerra Hispano-Americana e, durante grande parte do século 20, foram considerados colônias, não territórios e, ao contrário das áreas previamente adquiridas que se tornariam os EUA contíguos ou Alasca e Havaí, não tinha residentes com os direitos de ou com a cidadania americana. Ao contrário dos territórios incorporados, eles têm o direito de se separar da União,  e no caso das Filipinas, eles têm.

### Porto Rico
Porto Rico, uma comunidade dos Estados Unidos, é representada por um comissário residente sem direito a voto desde 1901. O comissário residente tem um status semelhante ao de um delegado na Câmara, mas tem mandato de quatro anos. O comissário residente é o único indivíduo eleito para a Câmara que atua nesse período.

### Filipinas
De 1907 a 1937, enquanto era território dos Estados Unidos, as Filipinas conseguiu eleger dois comissários residentes sem direito a voto para servir na Câmara dos Representantes dos Estados Unidos. De 1937 a 1946, enquanto era uma comunidade dos Estados Unidos, as Filipinas enviaram um comissário residente sem direito a voto à Câmara. Após a independência em 1946, as Filipinas deixaram de ser representadas no Congresso.

## Lista de delegados anteriores
Listado aqui por seus distritos eleitorais.
| Distrito    | Começar | Fim  |
| ----------- | ------- | ---- |
| Alabama     | 1818    | 1819 |
| Alaska      | 1906    | 1959 |
| Arizona     | 1864    | 1912 |
| Arkansas    | 1819    | 1836 |
| Colorado    | 1861    | 1876 |
| Dakota      | 1861    | 1889 |
| Flórida     | 1822    | 1845 |
| Hawai       | 1900    | 1959 |
| Idaho       | 1864    | 1890 |
| Illinois    | 1812    | 1818 |
| Indiana     | 1805    | 1816 |
| Iowa        | 1838    | 1846 |
| Kansas      | 1854    | 1861 |
| Michigan    | 1819    | 1836 |
| Minnesota   | 1849    | 1858 |
| Mississippi | 1801    | 1817 |
| Missouri    | 1812    | 1821 |
| Montana     | 1865    | 1889 |
| Nebraska    | 1855    | 1867 |
| Nevada      | 1861    | 1864 |
| New Mexico  | 1851    | 1912 |
| Northwest   | 1799    | 1802 |
| Oklahoma    | 1890    | 1907 |
| Oregon      | 1849    | 1859 |
| Orleans     | 1806    | 1812 |
| Filipinas   | 1907    | 1946 |
| Southwest   | 1794    | 1796 |
| Utah        | 1851    | 1897 |
| Washington  | 1854    | 1889 |
| Wisconsin   | 1836    | 1848 |
| Wyoming     | 1869    | 1890 |

## Delegados atuais
Em meados da década de 1960, alguns pequenos territórios americanos que não tinham perspectiva de se tornarem estados começaram a peticionar para representação no Congresso. A partir de 1970, a Câmara dos Representantes passou a conceder representação a esses territórios, mas com direitos de voto limitados.

### Samoa Americana

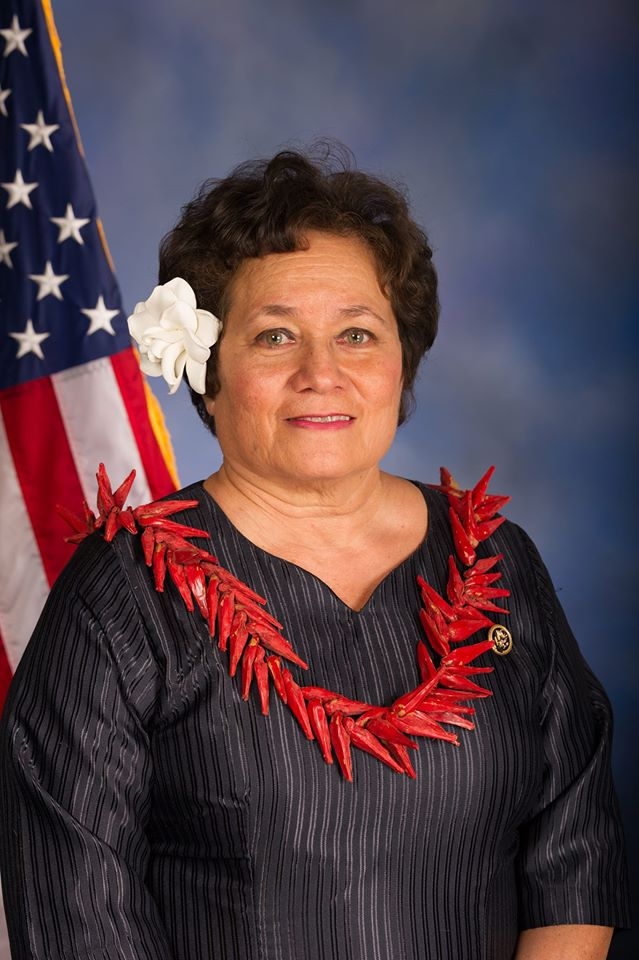
Amata C. Radewagen é a primeira delegada da Samoa Americana

Como as Ilhas Virgens dos EUA e Guam tinham delegados em Washington, DC , a Comissão de Estudo do Status Político com base na Samoa Americana se reuniu com os delegados desses dois territórios. Eles voltaram para Pago Pago convencidos da importância de ter essa representação na capital do país. Membros da Samoa Fono Americana já compareciam as audiências orçamentárias em Washington por mais de uma década em 1970. Durante uma sessão especial realizada em julho de 1969, o Presidente do Senado da Samoa Americana , Salanoa, apresentou o Projeto de Lei 54 do Senado para criar o Escritório do Delegado Geral em Washington, DC. Isso foi aprovado pelo governador Owen Aspinall em 8 de agosto de 1969. Seu primeiro delegado foo, AU Fuimaono, ele foi eleito em 1970. Fuimaono encerrou seu mandato para concorrer, sem sucesso, a governador da Samoa Americana . O ex-presidente da Câmara e do Senado, HC Lutali, tornou-se o segundo delegado do território em Washington. Fofō IF Sunia foi eleito o terceiro delegado geral quando Lutali decidiu não buscar a reeleição em 1978. Sunia foi para Washington sabendo que seu mandato seria limitado a dois anos, já que o presidente dos Estados Unidos havia estabelecido uma cadeira sem direito a voto para Samoa Americana na Câmara dos Representantes dos Estados Unidos . No entanto, Sunia foi eleito para a primeira cadeira no Congresso da Samoa Americana em 1981 e serviu até 1988. Ele foi sucedido por Eni Faleomavaega de 1989 a 2015. Em 3 de janeiro de 2015, Amata Coleman Radewagen se tornou a primeira delegada feminina da Samoa Americana e sua primeira delegada eleita republicana.

### Distrito da Columbia

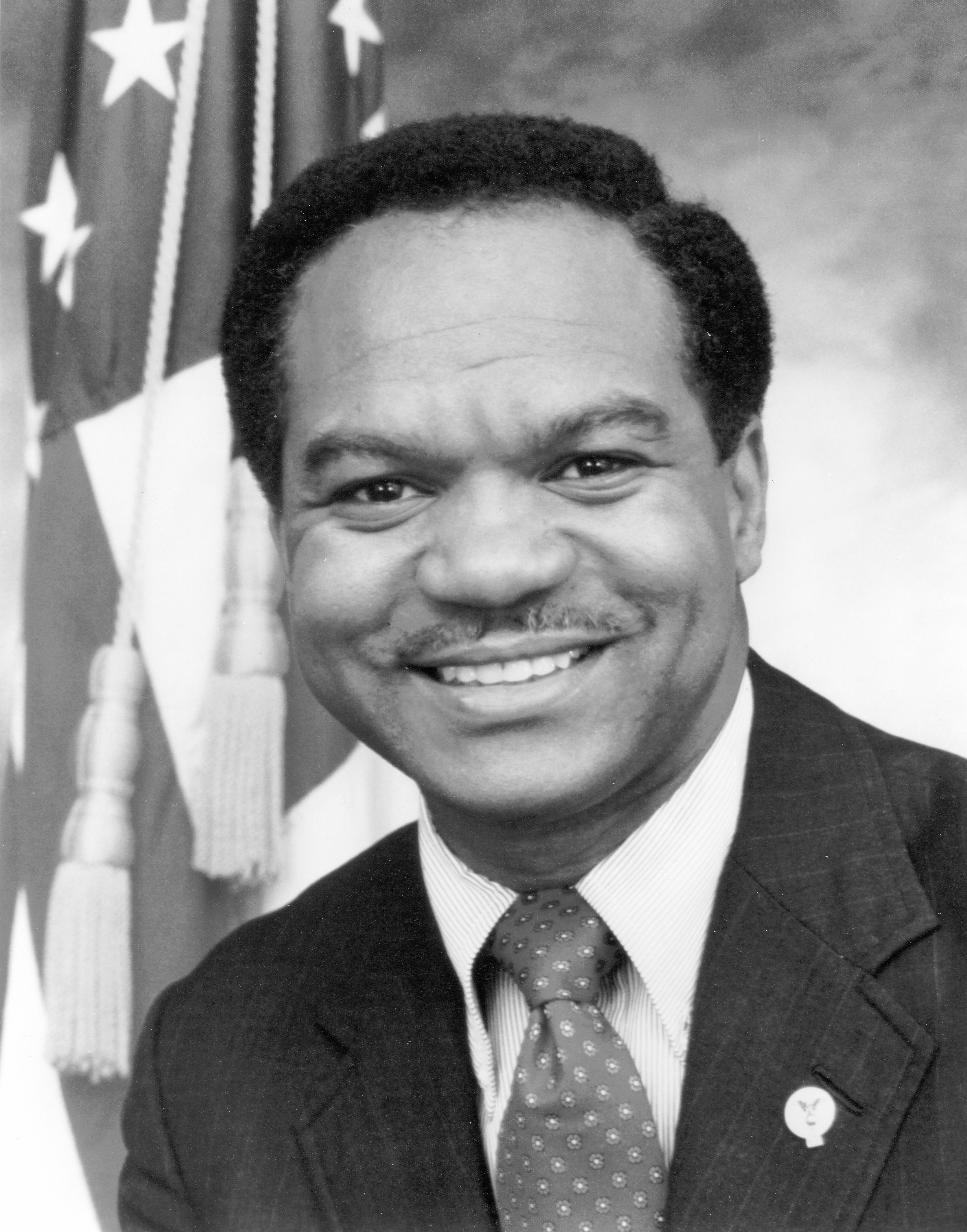
Walter E. Fauntroy, delegado do Distrito de Columbia de 1971 a 1991

O Distrito de Columbia é tecnicamente um distrito federal - não um território, comunidade ou área insular . No entanto, de 1871 a 1875, teve brevemente um delegado no Congresso. Essa situação não durou muito e a representação parlamentar foi encerrada. O distrito não teve nenhum outro delegado até 1971, quando a Câmara dos Representantes concordou em colocar Walter E. Fauntroy, para representar o distrito, que serviu nessa posição entre 23 de março de 1971 e 3 de janeiro de 1991, quando Eleanor Holmes Norton foi eleita para o substituí-lo. Norton continua nessa posição.

### Ilhas Virgens Americanas
Em 1972, a Câmara concordou em admitir Ron de Lugo como delegado das Ilhas Virgens dos Estados Unidos, que eram território dos Estados Unidos desde 1917, depois de terem sido compradas da Dinamarca ao abrigo do Tratado de 1916 das Índias Ocidentais dinamarquesas .

### Guam
Em 1972, a Câmara também concordou em admitir Antonio Borja Won Pat como delegado de Guam, território dos Estados Unidos desde 1899, quando foi cedido aos Estados Unidos pela Espanha pelo Tratado de Paris . Won Pat foi eleito pela primeira vez em meados da década de 1960 e vinha buscando um lugar na Câmara desde então.

### Ilhas Marianas do Norte
Por trinta anos, desde 1978, os cidadãos da Comunidade das Ilhas Marianas do Norte (CNMI) elegeram um representante residente, comumente conhecido como representante de Washington, cargo estabelecido pelo Artigo V da Constituição das Ilhas Marianas do Norte com o objetivo de representar o CNMI na capital dos Estados Unidos e desempenhando funções oficiais relacionadas estabelecidas pela lei CNMI.
Em 2008, a Lei de Recursos Naturais Consolidados de 2008, sancionada pelo presidente George W. Bush, substituiu o cargo de Representante Residente por um delegado sem direito a voto na Câmara dos Representantes. A eleição do primeiro delegado ocorreu em novembro de 2008. Foi a única disputa na votação porque as eleições da CNMI tradicionalmente ocorriam em anos ímpares. Gregorio Sablan venceu a eleição e assumiu o cargo em janeiro de 2009.

## Delegados nativo-americanos

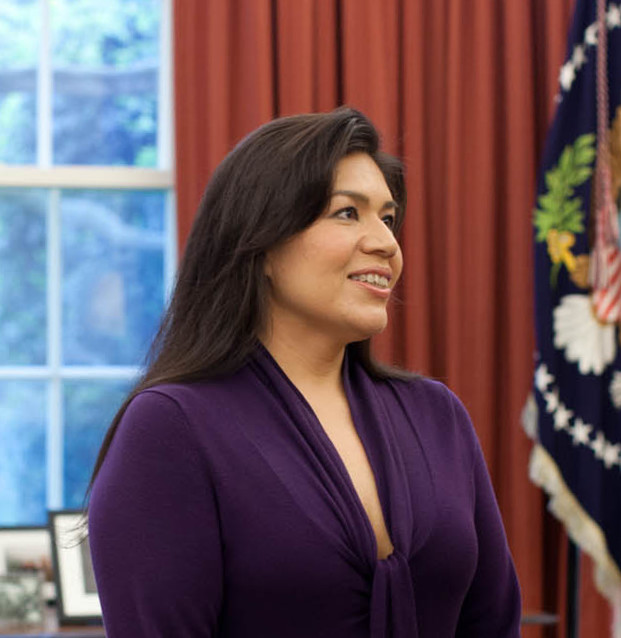
Delegada da Nação Cherokee ao Congresso, Kimberly Teehee, em 2012

As tribos indígenas americanas Cherokee e Choctaw têm o direito de enviar delegados ao Congresso. O direito a um delegado não votante ao Congresso foi prometidos aos Cherokee pelo Tratado de Hopewell em 1785 (reafirmado no Tratado de Nova Echota de 1835) e aos Choctaw sob o Tratado de Dancing Rabbit Creek em 1830, "quando o Congresso fizer disposição para [um delegado] ". O Congresso nunca previu a nomeação de delegados de tribos indígenas. A tribo Choctaw nunca nomeou um delegado para o Congresso e os Cherokee não o fizeram até 2019.
Além disso, o primeiro tratado assinado entre os Estados Unidos e uma nação nativa americana, o Tratado de Fort Pitt (1778) com os Lenape ("Nação Delaware"), os encorajou a formar um estado que teria representação no Congresso; no entanto, não está claro se o tratado permitiria um delegado sem a formação de um estado dos Estados Unidos.
Uma situação semelhante existe ativamente no nível da legislatura estadual com a Câmara dos Representantes do Maine mantendo assentos para três delegados não votantes que representam o Penobscot (desde 1823), o Passamaquoddy (desde 1842) e o Maliseet (desde 2012). Os direitos dos delegados tribais flutuaram ao longo do tempo, mas parecem ter nascido de uma prática no Tribunal Geral de Massachusetts ( Maine fazia parte de Massachusetts até 1820).  Ao contrário da situação em nível federal, os delegados tribais em nível estadual do Maine são estabelecidos por lei estadual, e não por tratados.  A partir de 2015, apenas o assento Passamaquoddy está ocupado; as outras duas nações optaram por não preencher seus assentos em protesto sobre questões de soberania e direitos tribais. A Legislatura de Wisconsin, a Assembleia Legislativa de New Brunswick no Canadá e o Parlamento da Nova Zelândia estavam supostamente revisando a política de delegados indígenas do Maine para sua própria adoção (embora a Nova Zelândia já tivesse estabelecido eleitorados Māori desde 1867).
Restam, no entanto, questões não testadas sobre a validade de tais delegados. Um está violando uma pessoa, um voto se os cidadãos tribais forem representados na Câmara por um membro votante e um delegado não votante. Outra é que tribos reconhecidas federalmente indicariam o delegado relevante: o delegado Choctaw pode representar apenas a Nação Choctaw de Oklahoma, digamos, ou também o Bando de Índios Choctaw do Mississippi; da mesma forma com a Nação Cherokee e o Bando de Índios Cherokee Unidos dos Keetoowah .
Em 25 de agosto de 2019, a nação Cherokee anunciou formalmente sua intenção de nomear um delegado, indicando Kimberly Teehee, a vice-presidente de relações governamentais da tribo, como sua primeira delegada. De acordo com o processo usado para os outros delegados sem direito a voto, a Câmara dos Representantes deve votar formalmente a admissão de Teehee.

## Direito de voto
Os cargos dos delegados sem direito a voto atualmente é um posto mais ou menos permanente da Câmara dos Representantes, tendo sido apoiados pela legislação do Congresso (ver Seção 891, do Título 48 do Código dos EUA). No entanto, esta legislação estipula que "... o direito de voto na comissão será fornecido pelo Regimento da Câmara." Assim, a maioria da Câmara poderia, sem consultar o Senado ou o presidente, enfraquecer os delegados.
Em 1993, o 103º Congresso aprovou uma mudança de regra que permitia que os quatro delegados e o comissário residente votassem no plenário da Câmara, mas apenas no Comitê do Todo . No entanto, se qualquer medida fosse aprovada ou reprovada no Comitê do Todo por causa do voto de um delegado, uma segunda votação - excluindo os delegados - seria realizada. Em outras palavras, os delegados podiam votar apenas se seus votos não tivessem efeito no resultado final de uma medida. Essa mudança foi denunciada pelos republicanos (todos os cinco delegados eram democratas ou eram aliados dos democratas na época) como um caso de partidarismo;  os democratas perderam uma dúzia de assentos na Câmara nas eleições de 1992, e essa mudança efetivamente reduziu o impacto pela metade. Em 1995, essa mudança de regra foi revertida pelo 104º Congresso, privando os delegados de votos até mesmo não decisivos. A reversão foi, por sua vez, denunciada pelos democratas (todos os cinco delegados eram democratas ou eram aliados dos democratas na época) como um caso de partidarismo;  a mudança foi feita depois que os republicanos ganharam o controle da Câmara pela primeira vez em 40 anos. Em janeiro de 2007, foi proposto pelos democratas na Câmara que o procedimento de 1993-1995 fosse retomado. Todos os delegados tiveram este direito durante o 110º e 111º Congressos .  Os republicanos novamente se opuseram e, quando seu partido ganhou o controle da Câmara durante o 112º Congresso, o direito dos delegados de votar no comitê do todo foi novamente removido. Quando os democratas recuperaram o controle no 116º Congresso dos Estados Unidos, eles restabeleceram novamente o direito dos delegados de votar no comitê do todo.
Os delegados sempre mantiveram o direito de voto nas comissões do Congresso e nas comissões da conferência (ver Regra da Câmara III, 3 [b]). Os comitês da conferência incluem representantes da Câmara e do Senado. Esses comitês trabalham para comprometer e reconciliar conflitos entre projetos de lei da Câmara e do Senado.

## Membros atuais sem direito a voto da Câmara dos Representantes dos EUA
No 116º Congresso dos Estados Unidos, os seis delegados sem direito a voto consistem em três democratas, dois republicanos e um independente. O único independente, Gregorio Sablan, concorda com o Partido Democrata. Jenniffer González, de Porto Rico, membro do Novo Partido Progressista de Porto Rico, pertence nacionalmente ao Partido Republicano.
| Distrito                 | Incumbente | Incumbente                              | Partido      | Afiliação   | Primeiro mandato |
| ------------------------ | ---------- | --------------------------------------- | ------------ | ----------- | ---------------- |
| Samoa Americana          |            | Delegado Amata Coleman Radewagen        | Republicano  | Republicano | 2014             |
| Distrito de Colúmbia     |            | Delegado Eleanor Holmes Norton          | Democrata    | Democrata   | 1990             |
| Guam                     |            | Delegado James Moylan                   | Democrata    | Democrata   | 2022             |
| Ilhas Marianas do Norte  |            | Delegado Gregorio Sablan                | Democrata    | Democrata   | 2008             |
| Porto Rico               |            | Comissário Residente Jenniffer González | Progressista | Republicano | 2016             |
| Ilhas Virgens Americanas |            | Delegado Stacey Plaskett                | Democrata    | Democrata   | 2014             |